# Karstenella vernalis
Karstenella vernalis är en svampart som beskrevs av Harmaja 1969. Karstenella vernalis ingår i släktet Karstenella och familjen Karstenellaceae.  Artens status i Sverige är: Ej påträffad. Inga underarter finns listade i Catalogue of Life.